# Bahnhof Ōgimachi
Der Bahnhof Ōgimachi (jap. 扇町駅, Ōgimachi-eki) ist ein Bahnhof auf der japanischen Insel Honshū. Er wird von der Bahngesellschaft JR East betrieben und befindet sich auf dem Gebiet der Stadt Kawasaki in der Präfektur Kanagawa, genauer im Bezirk Kawasaki-ku.

## Verbindungen

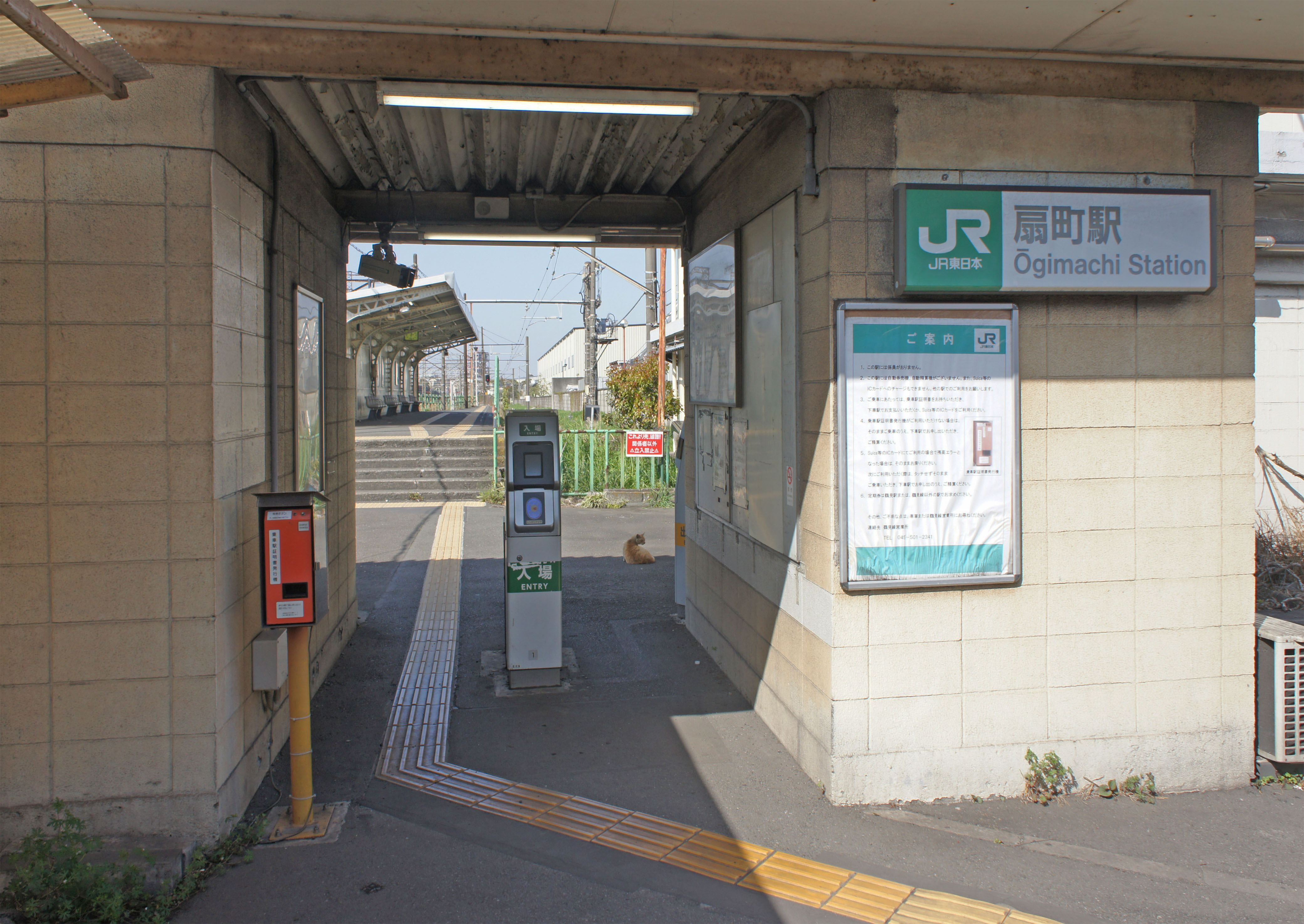
Ticketschalter (April 2022)

Ōgimachi ist die östliche Endstation der Tsurumi-Linie von JR East, die das weitläufige Hafen- und Industriegebiet der Stadte Yokohama und Kawasaki erschließt. Der Fahrplan ist in besonderem Maße auf den Pendlerverkehr ausgerichtet. Während der Hauptverkehrszeit fahren die Nahverkehrszüge in Richtung Tsurumi ungefähr alle 12 bis 25 Minuten, tagsüber und an Wochenenden alle 40 bis 80 Minuten. In der Nähe befinden sich zwei Bushaltestellen, die jeweils von einer Linie der Gesellschaft Kawasaki Tsurumi Rinko Bus und des Verkehrsamtes der Stadt Kawasaki bedient werden.

## Anlage
Der Bahnhof steht im gleichnamigen Stadtteil Ōgimachi, in der Mitte einer künstlich aufgeschütteten Insel im Hafen von Kawasaki. Auf dieser Insel befinden sich fast ausschließlich Industrieanlagen. Dazu gehören ein Werk des Chemiekonzerns Shōwa Denkō, die Mitsui-Werft, ein Öllager von Nippon Oil und das Wärmekraftwerk von JR East. Der Bahnhof ist von Norden nach Süden ausgerichtet und liegt am Ende einer lang gestreckten Abstellanlage, die sich bis zum benachbarten Bahnhof Shōwa erstreckt. Die Nahverkehrszüge halten an einem Stumpfgleis, das von einem überdachten Seitenbahnsteig flankiert wird; ein kleines Empfangsgebäude steht am südlichen Kopfende. Westlich davon verlaufen zwei Gleise, die dem Güterverkehr vorbehalten sind und einige hundert Meter weiter bis zur Mitsui-Werft führen.

## Gleise
| 1 | ▉ Tsurumi-Linie | Hama-Kawasaki • Tsurumi |

## Geschichte

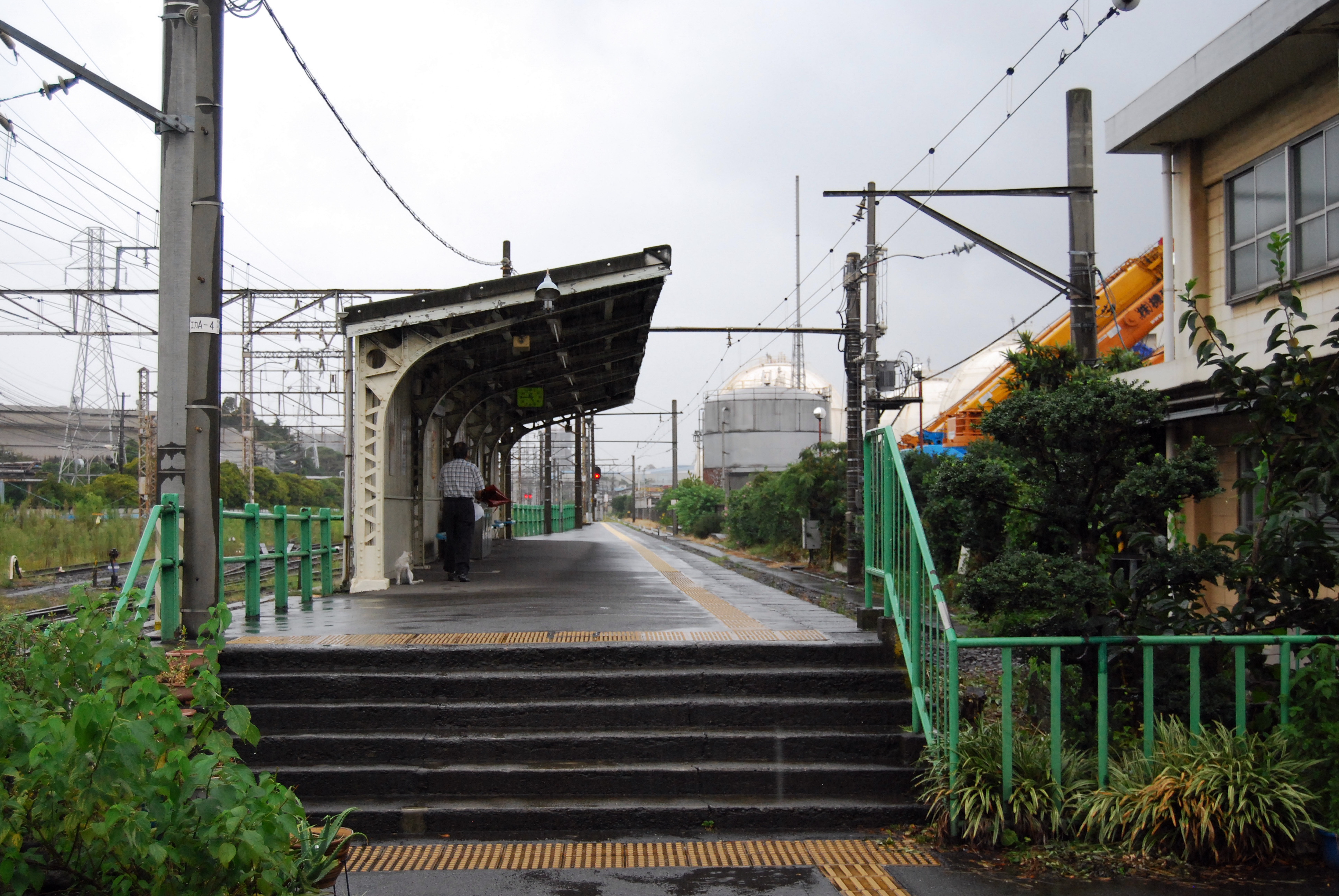
Ansicht des Bahnsteigs

Die zum Asano-Zaibatsu gehörende Bahngesellschaft Tsurumi Rinkō Tetsudō eröffnete den Bahnhof am 18. August 1928 zusammen mit dem Abschnitt nach Hama-Kawasaki, wobei dieser zunächst dem Güterverkehr vorbehalten war. Der Name Ōgimachi („Fächerstadt“) geht auf das Mon-Symbol der Familie Asano zurück, das einen Fächer (jap. 扇, Ōgi) darstellt. Am 28. Oktober 1930 erfolgte die Aufnahme des Personenverkehrs, am 1. Juni 1943 die Verstaatlichung der Bahngesellschaft.
Aus Rationalisierungsgründen stellte die Japanische Staatsbahn am 14. April 1958 die Abfertigung von Gepäck und Paketen ein, seit dem 1. März 1971 ist der Bahnhof nicht mehr mit Personal besetzt. Zusätzlich beschränkte die Staatsbahn am 4. März 1975 den Güterumschlag auf den direkten Verkehr zu den verschiedenen Anschlussgleisen in der Umgebung. Im Rahmen der Staatsbahnprivatisierung ging der Bahnhof am 1. April 1987 in den Besitz der neuen Gesellschaft JR East über, während JR Freight seither für den Güterverkehr zuständig ist.